# Sóc lớn đen
Sóc lớn đen, tên khoa học Ratufa bicolor, là một loài sóc cây trong chi Ratufa. Nó được tìm thấy trong các khu rừng ở miền Bắc Bangladesh, phía đông bắc Ấn Độ, phía đông Nepal, Bhutan, miền nam Trung Quốc, Myanmar, Lào, Thái Lan, Malaysia, Campuchia, Việt Nam và phía tây Indonesia.

## Hành vi
R. bicolor sống ban ngày và trên cây, nhưng đôi khi trèo xuống từ tán rừng để kiếm ăn trên mặt đất. Sóc lớn đen hiếm khi đi vào đồn điền hoặc khu định cư, nó thích rừng hoang dã.
Chế độ ăn uống của nó bao gồm các loại hạt, nón thông, trái cây và lá. Nó chủ yếu sống đơn độc, nó đẻ một lứa từ 1-2 con non, mà nó đặt ra trong một tổ sóc (hoặc tổ chim), thường nằm trong một hốc rỗng của một cái cây.

## Phân loại
Bảng dưới đây liệt kê mười phân loài được công nhận của Ratufa bicolor, cùng với từ đồng nghĩa kết hợp với mỗi phân loài:

| Phân loài         | Tác giả                     | Đồng nghĩa                                                                        |
| ----------------- | --------------------------- | --------------------------------------------------------------------------------- |
| R. b. bicolor     | Sparrman (1778)             | albiceps, baliensis, humeralis, javensis, leschnaultii, major, sondaica           |
| R. b. condorensis | Kloss (1920)                | none                                                                              |
| R. b. felli       | Thomas and Wroughton (1916) | none                                                                              |
| R. b. gigantea    | McClelland (1839)           | lutrina, macruroides                                                              |
| R. b. hainana     | J. A. Allen (1906)          | stigmosa                                                                          |
| R. b. leucogenys  | Kloss (1916)                | sinus                                                                             |
| R. b. melanopepla | Miller (1900)               | anambae, angusticeps, dicolorata, fretensis, penangensis, peninsulae, tiomanensis |
| R. b. palliata    | Miller (1902)               | batuana, laenata                                                                  |
| R. b. phaeopepla  | Miller (1913)               | celaenopepla, marana                                                              |
| R. b. smithi      | Robinson and Kloss (1922)   | none                                                                              |

## Hình ảnh

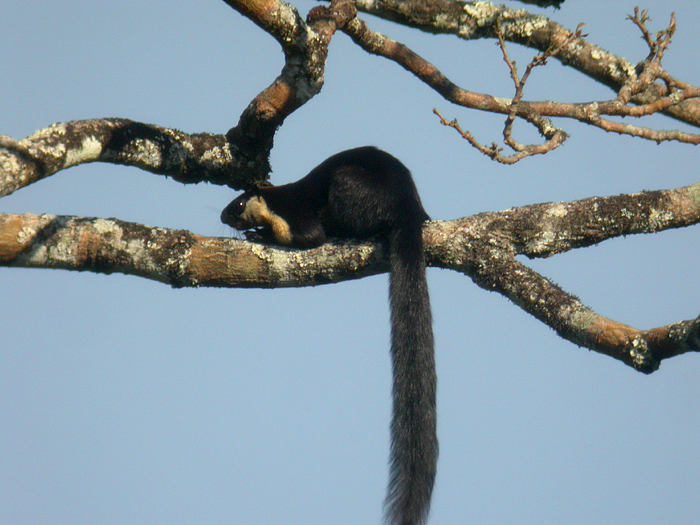
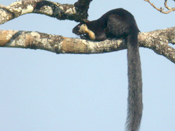
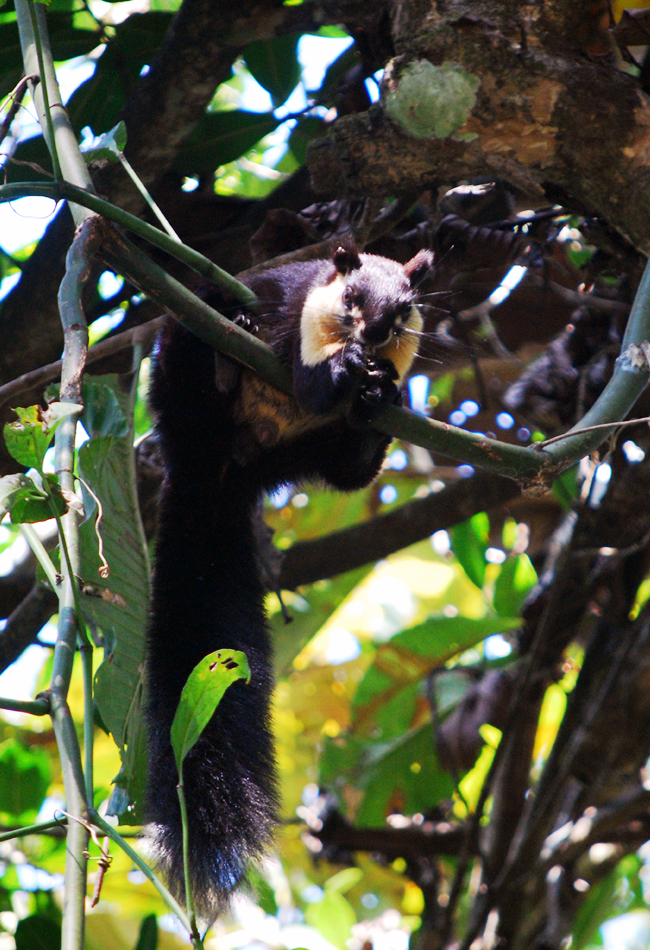
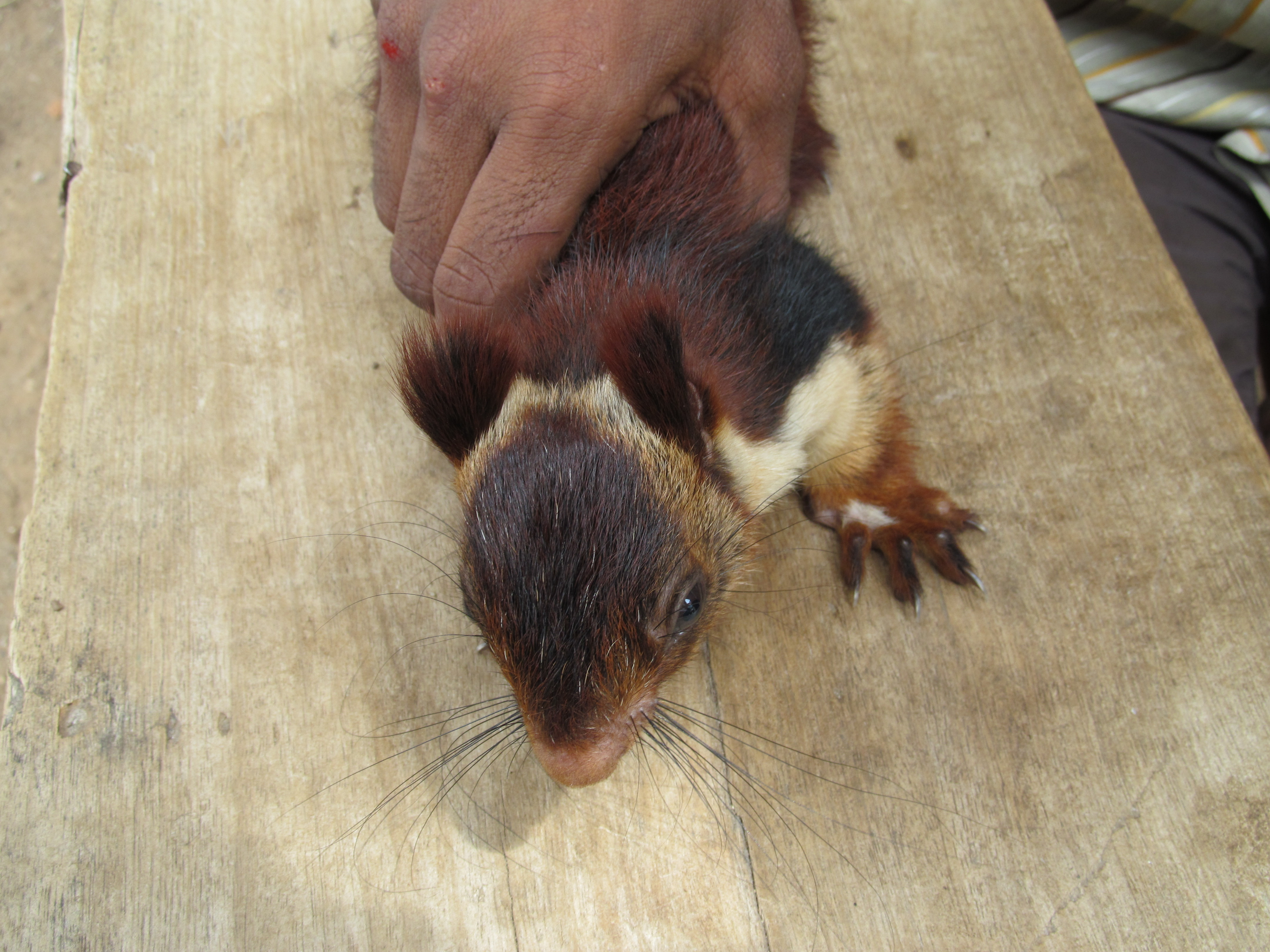